# Gold Digger (canção de EPMD)
"Gold Digger" foi o primeiro single do terceiro álbum do EPMD, Business as Usual. Foi produzido por EPMD com scratches providenciados pelo colega de banda DJ Scratch e foi o primeiro de dois singles do duo a chegar ao topo da parada Hot Rap Singles. A popularidade do single ajudou a popularizar o termo "gold digger" -- definido como uma mulher que entra em relações românticas ou sexuais com um homem pelo propósito de obter seu dinheiro, e a canção fala disso em detalhes.

## Lista de faixas do single

### Lado-A
1. "Gold Digger" (E & P Remix)- 4:15
2. "Gold Digger" (Vocal)- 5:11

### Lado-B
1. "Rap Is Outta Control" (Vocal)- 3:06
2. "Gold Digger" (Instrumental)- 5:11
3. "Gold Digger" (E & P Remix Instrumental)- 4:15

## Paradas
| Parada                             | Posição |
| ---------------------------------- | ------- |
| E.U.A. R&B / Hip-Hop               | # 14    |
| Hot Rap Singles                    | # 1     |
| Hot Dance Music/Maxi-Singles Sales | # 24    |